# Розгадка таємниць історії з Оллі Стідсом
Розгадка таємниць історії з Оллі Стідсом (англ. Solving History with Olly Steeds) — американський документальний пригодницький телесеріал, створений компанією «JWM Productions». Прем'єра телесеріалу відбулася 13 січня 2010 року на каналі «Discovery».

## Синопсис
Журналіст та дослідник Олівер Стідс подорожує по всьому світу, намагаючись розкрити найдивовижніші таємниці Землі та знайти істину. Він не тільки спілкується з експертами, але й перевіряє їх твердження. Стідс полює за фактами, здійснюючи при цьому вражаючі відкриття.

## Епізоди
| № | Назва                                                | Перший етер у США |
| --- | ---------------------------------------------------- | ----------------- |
| 1 | «Ковчег Завіту» «Ark of the Covenant»                | 13 січня 2010     |
| У першій серії Оллі Стідс досліджує яка саме зник Ковчега Завіту — один з найбільш важливих предметів релігійного культу. Також він хоче перевірити теорію про те, що Ковчег Завіту зберігається в Ефіопії. |                                                      |                   |
| 2 | «Зображення в пустелі Наска» «Nazca Lines»           | 20 січня 2010     |
| Оллі Стідс досліджує геогліфи Наски та перевіряє різні теорії їх виникнення. З якою метою тисячі років тому створювалися обриси цих фігур та тварин, які помітні лише з повітря? |                                                      |                   |
| 3 | «Втрачене Місто Золота» «Lost City of Gold»          | 27 січня 2010     |
| Цього разу шукач пригод Оллі Стідс відвідає віддалені регіони Анд у пошуках легендарної країни Ельдорадо. |                                                      |                   |
| 4 | «Атлантида» «Atlantis»                               | 3 лютого 2010     |
| Шукач пригод Оллі Стідс досліджує теорії про загиблу Атлантиду. Чи існувала вона насправді, і які причини могли привести до загибелі цієї міфічної цивілізації? |                                                      |                   |
| 5 | «Скарби нацистів» «Nazi Treasure»                    | 17 лютого 2010    |
| Оллі Стідс вирушає у Східну Європу на пошуки Бурштинової кімнати, унікального твору мистецтва, викраденого нацистами у 1941 році. |                                                      |                   |
| 6 | «Мумії Гітлера» «Hitler's Mummies»                   | 24 лютого 2010    |
| У Третьому Райху захоплювались муміями, шукач пригод Оллі Стідс досліджує це захоплення нацистів і виявляє підводні течії нацистської пропагандистської машини. Пошуки приводять його на Канарські острови. Він намагається розгадати таємницю міфічних мумій з білявим волоссям. Оллі навіть використовує свою власну ДНК, щоб перевірити теорію Гітлера про расову перевагу. |                                                      |                   |
| 7 | «Острів диявола» «Devil's Island»                    | 23 березня 2010   |
| Шукач пригод Оллі Стідс відправляється у Французьку Гвіана, на острів Диявола, щоб особисто переконатися в правдивості історій про втечі з в'язниці. |                                                      |                   |
| 8 | «Легенди про Робін Гуда» «The Legends of Robin Hood» | 13 травня 2010    |
| Оллі Стідс хоче перевірити легенду про Робін Гуда та з'ясувати, як було жити людині поза законом у середньовічній Англії. |                                                      |                   |